# Puppet on a String

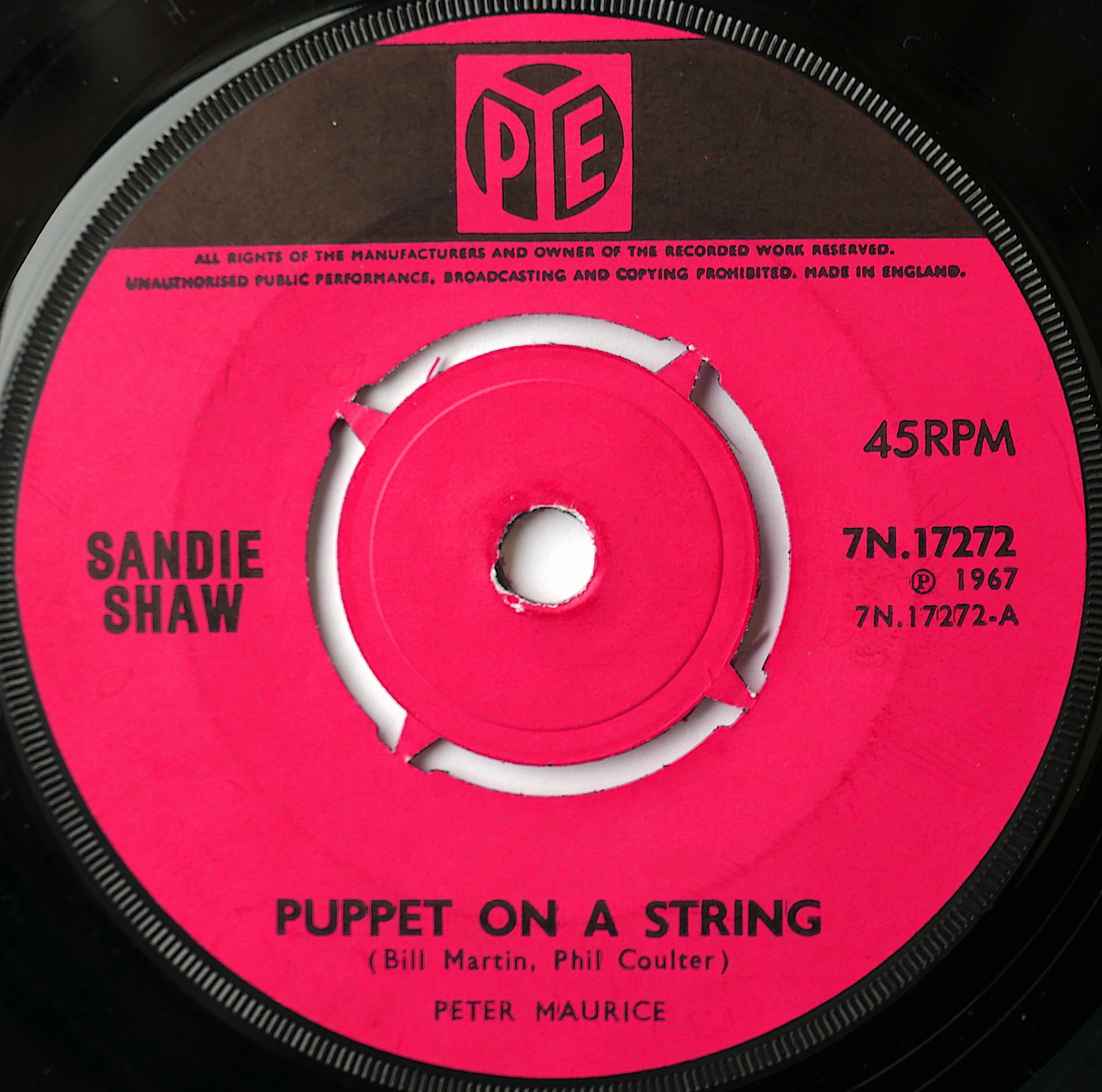
Sandie Shaw – Puppet on a String, Label A-Seite der Pye-Single 7N.17272, UK ℗ 1967

"Puppet on a String" (tradução portuguesa "Marioneta", tradução lógica, porque a tradução literal seria "Boneca numa corda" ) foi a canção que representou  o Reino Unido no Festival Eurovisão da Canção 1967 e da qual seria a vencedora do evento.
Foi interpretada em inglês por Sandie Shaw. Sandie foi a 11.ª cantora na noite do festival, a seguir à canção neerlandesa "Ik Heb Zorgen, interpretada por Louis Neefs e antes da canção espanhola "Hablemos de amor, interpretada por Raphael. Puppet on a String seria a grande vencedora do festival, terminando em primeiro lugar 8entre 17 países) e recebendo um total de 47 pontos.  No ano seguinte, o Reino Unido fez-se representar com Cliff Richard que interpretou o tema "Congratulations.

## Autores
A canção "Puppet on a String" tinha letra e música de de Bill Martin e Phil Coultrer. A orquestra esteve a cargo do maestro Kenny Woodman.

## Top britânico
A canção foi nº 1 do top britânico de vendas a 27 de abril de 1967 e aí se manteve durante três semanas.. Esta canção não deve ser confundida com a homónima de Bennett-Tepper que foi interpretada por  Elvis Presley.

## Letra
A canção fala-nos de uma mulher que deseja ardentemente que o seu amado lhe diga que também a ama e que ela irá sorrir como uma marioneta. O curioso é que Sandie Shaw não gostava desta canção, das cinco que ela interpretou na final britânica era aquela que ela mais detestava.Como ela disse " Eu detestava-a do princípio ao fim", nem gostava da letra sexista nem  do som do cuco. Ficou muito desiludida com a escolha da canção, mas fez o melhor que pode e conseguiu uma vitória para o Reino Unido. De referir que Sandie Shaw cantou descalça.

## Êxito internacional
A canção foi um grande êxito em 1967,  não só no Reino Unido (onde foi n.º 1 do top) , mas internacional (foi o disco mais vendido na Alemanha), e noutros países europeus como a Irlanda, a Áustria  e Noruega.

## Versões
Sandie Shaw também gravou  "Puppet on a String" em francês ("Un tout petit pantin"), italiano:  ("La danza delle note"), castelhano  ("Marionetas en la cuerda") e alemão  ("Wiedehopf im Mai"). Simone de Oliveira em Portugal gravou também uma versão desta canção intitulada "Marionette","

## Regravações
Shaw regravou  "Puppet on a String" nos princípios de 2007, em honra dos seu 60.º aniversário. Foi possível fazer um download livre durante 60 dias. Como obteve grande êxito, ela continuou a colocar novas canções no seu website .

## Desempenho nas paradas musicais
| País        | Posição |
| ----------- | ------- |
| Áustria     | 1       |
| Alemanha    | 1       |
| Irlanda     | 1       |
| Noruega     | 1       |
| Reino Unido | 1       |